# Сандебюр
Сандебюр (нід. Sandebuur) — селище в нідерландській провінції Дренте. Входить до муніципалітету Норденвелд.
Його площа становить 0,13 км², а населення станом на 2021 рік складало 30 осіб.
Перша згадка про населений пункт датується 1781 роком.